# Фар, Сара
Сара Луиза Фар (нем. Sarah Luisa Fahr; род. 12 сентября 2001, Кульмбах, земля Бавария, Германия) — итальянская волейболистка немецкого происхождения, центральная блокирующая. Олимпийская чемпионка 2024, чемпионка Европы 2021.

## Биография
Родилась в немецком Кульмбахе. Отец — Флориан Фар, моряк по профессии. Мать — Юлия Фар, бывшая гандболистка. В детстве переехала с семьёй в Италию, в город Пьомбино области Тоскана, где отец Сары основал яхт-клуб. Там же она начала заниматься спортом — сначала гимнастикой, а в 10-летнем возрасте увлеклась волейболом. 1-й тренер — Стефано Чеккарелли. До 2016 года выступала за юниорскую команду Пьомбино, а затем приглашена в фарм-команду ВК «Игор Горгондзола», за которую один сезон играла в серии В1 чемпионата Италии. В 2017—2019 выступала за «Клуб Италия», являвшуюся базовой для юниорской сборной страны и в которой дебютировала в серии А1 чемпионата Италии. В 2019—2020 играла за «Иль Бизонте Фиренце».
В 2020 заключила контракт с ведущей командой страны — «Имоко Воллей» из Конельяно, за которую выступает по настоящее время. В её составе по 5 раз выигрывала чемпионат и Кубок Италии и четырежды — Суперкубок страны, трижды побеждала в Лиге чемпионов ЕКВ.
В 2017 Фар играла за юниорскую, а в 2018 — за молодёжную сборные Италии. Чемпионка мира среди девушек 2017, чемпионка Европы среди молодёжных команд 2018. На обоих турнирах входила в символическую сборную. В 2018 году дебютировала в национальной сборной страны в розыгрыше Лиги наций. В составе национальной команды дважды участвовала в Олимпийских играх («золото» Игр 2024), становилась призёром чемпионата мира 2018 и Европы 2019, а в 2021 выиграла «золото» континентального первенства.

### Клубная карьера
- 2011—2016 —  «Пьомбино»;
- 2016—2017 —  «Игор Воллей Трекате» (Трекате);
- 2017—2019 —  «Клуб Италия» (Рим);
- 2019—2020 —  «Иль Бизонте Фиренце» (Сан-Кашано);
- с 2020 —  «Имоко Воллей» (Конельяно).

## Достижения

### Со сборными Италии
- Олимпийская чемпионка 2024
- серебряный призёр чемпионата мира 2018.
- двукратная чемпионка Лиги наций — 2024, 2025.
- чемпионка Европы 2021;
  - бронзовый призёр чемпионата Европы 2019.
- чемпионка Европы среди молодёжных команд 2018.
- чемпионка мира среди девушек 2017.
- серебряный призёр чемпионата Европы среди девушек 2017.
- победитель Европейского юношеского олимпийского фестиваля 2017.

### С клубами
- 5-кратная чемпионка Италии — 2021, 2022, 2023, 2024, 2025.
- 5-кратный победитель розыгрышей Кубка Италии — 2021, 2022, 2023, 2024, 2025.
- 4-кратный обладатель Суперкубка Италии — 2020, 2022, 2023, 2024.

- 3-кратный победитель Лиги чемпионов ЕКВ — 2021, 2024, 2025.
- чемпионка мира среди клубных команд 2024.

### Индивидуальные
- 2017: лучшая центральная блокирующая (одна из двух) чемпионата мира среди девушек.
- 2018: лучшая центральная блокирующая (одна из двух) молодёжного чемпионата Европы.
- 2024: лучшая центральная блокирующая (одна из двух) Лиги наций.
- 2024: MVP Суперкубка Италии.
- 2024: лучшая центральная блокирующая (одна из двух) чемпионата мира среди клубных команд.

## Награды
- Кавалер ордена «За заслуги перед Итальянской Республикой» (20 сентября 2021 года)[3].